# Muzeul de Arte Frumoase din Budapesta

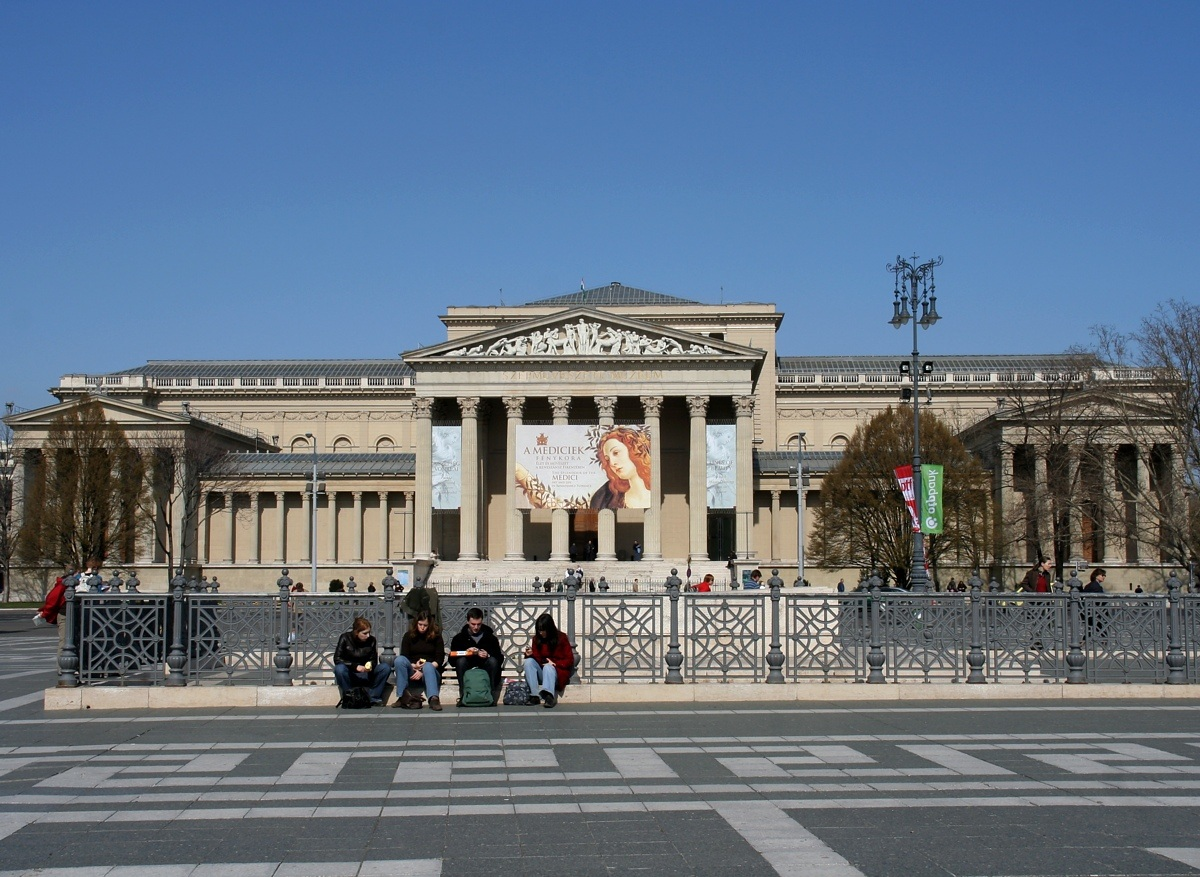
Muzeul

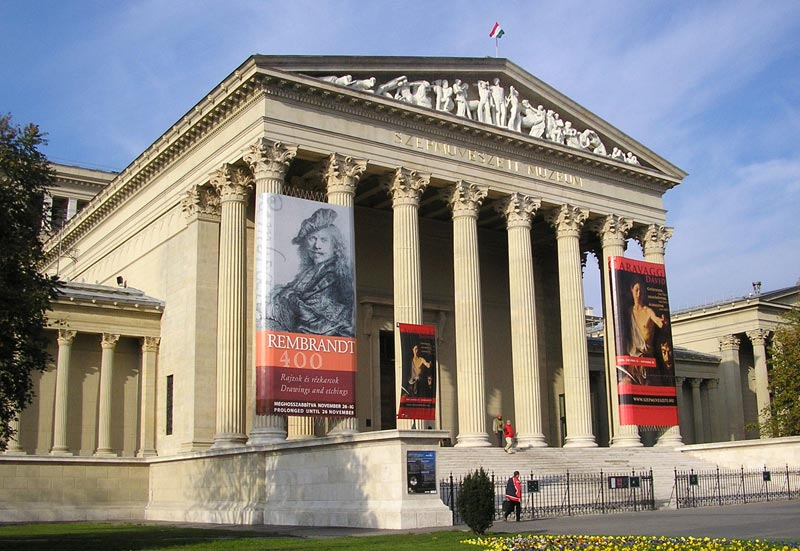
Intrarea principală a muzeului

Muzeul de Arte Frumoase (în maghiară Szépművészeti Múzeum [ˈse̝ːpmyːve̝ːsɛti ˈmuːzeum]) este un muzeu situat în Piața Eroilor din Budapesta (Ungaria), vizavi de Galeria de Artă.
El a fost construit după planurile lui Albert Schickedanz și Fülöp Herzog într-un stil eclectic-neoclasic, între 1900 și 1906. Colecția muzeului este formată din opere de artă internaționale (alta decât cea maghiară) provenind din toate perioadele artei europene și cuprinde mai mult de 100.000 de piese. Colecția este alcătuită din colecții mai vechi cum ar fi cele de la Castelul Buda, Esterházy și moșia Zichy, precum și donații de la colecționari individuali. Colecția muzeului este alcătuită din șase secțiuni: egipteană, antică, galeria de sculptură veche, galeria de pictură veche, colecția modernă și colecția grafică. Instituția și-a sărbătorit centenarul în 2006.

## Artă egipteană antică
Galeria deține a doua cea mai mare colecție de artă egipteană din Europa Centrală. Ea cuprinde un număr de piese achiziționate împreună cu egiptologul maghiar Eduard Mahler în anii 1930. Săpăturile ulterioare din Egipt au dus la lărgirea colecției. Unele dintre cele mai interesante piese sunt sarcofagurile pictate ale mumiilor.

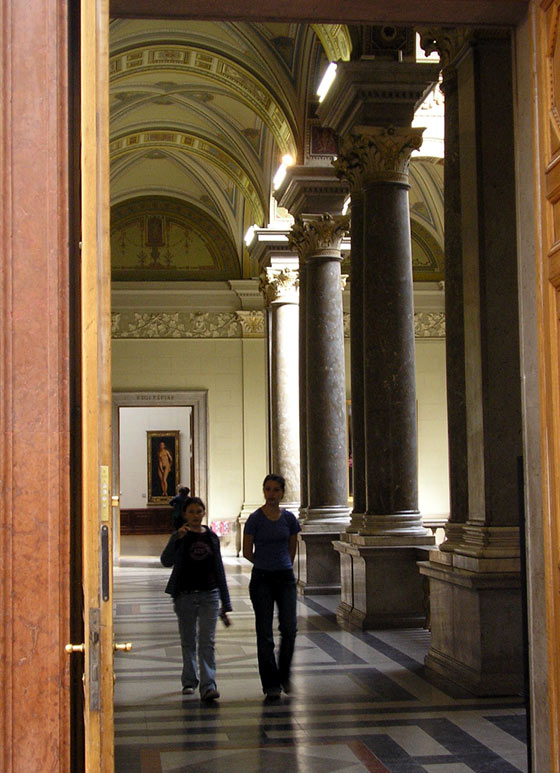
Un coridor

## Antichități clasice
Nucleul colecției a fost alcătuit din piese achiziționate de la Paul Arndt, un colecționar de antichități din Munchen. Expoziția cuprinde în principal lucrări din Grecia și Roma Antică. Cea mai importată piesă achiziționată este statuia de marmură din secolul al III-lea numită Dansatoarea din Budapesta. Colecția cipriotă și myceniană este, de asemenea, notabilă, ca și piesele din ceramică și bronz.

## Picturi ale vechilor maeștri (secolele XIII - XVIII)
Cele 3000 picturi din colecție reprezintă un studiu aproape neîntrerupt al dezvoltării picturii europene începând din secolul al XIII-lea și până la sfârșitul secolului al XVIII-lea. Nucleul colecției este constituit din cele 700 de picturi achiziționate din colecția Esterhazy. Colecția este împărțită în secțiunile de artă italiană, germană, olandeză, flamandă, franceză, engleză și spaniolă. Printre cele mai importante lucrări se numără Încoronarea Sfintei Fecioare de Maso di Banco, Sfântul Toma de Aquino în rugăciune de Sassetta, Sfântul Ștefan martir de Domenico Ghirlandaio,  Portretul Caterinei Cornaro de Gentile Bellini, Portretul unui tânăr de Giorgione, Madonna Esterhazy de Rafael Sanzio, Madonna și pruncul împreună cu un înger de Correggio, trei lucrări de Sebastiano del Piombo, Adorația păstorilor și Venus, Cupidon și Gelozia de Bronzino, Portretul dogelui Marcantonio Trevisani de Tițian, Cină la Emmaus de Tintoretto, Sfântul Iacob cel Mare în Bătălia de la Clavijo de Tiepolo, Portret de tânăr de Dürer, Portretul împăratului Carol al V-lea de Bernard van Orley, opt tablouri de Lucas Cranach cel Bătrân, Sfântul Ioan Botezătorul rugându-se de Pieter Bruegel cel Bătrân, Mucius Scaevola în fața lui Porsenna de Rubens, două portrete excelente de Frans Hals și o colecție mai mare de lucrări ale maeștrilor spanioli printre care El Greco, Velázquez și Goya.

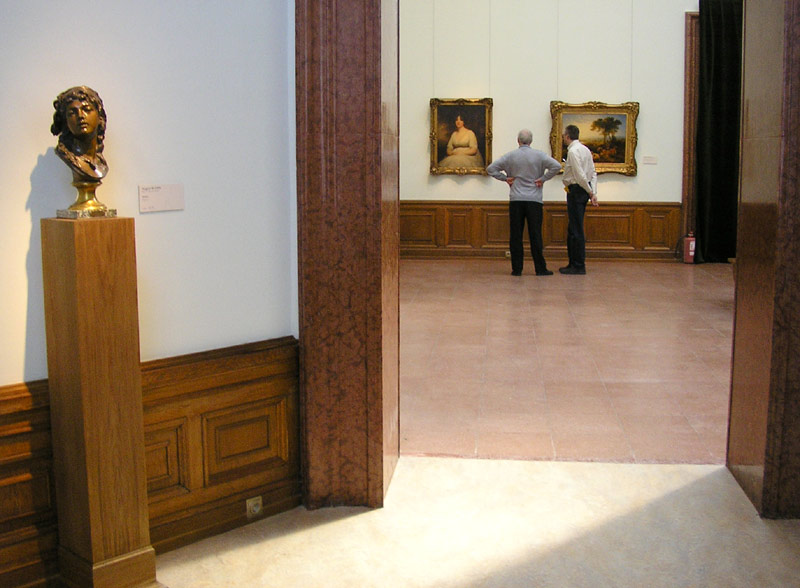
Galeria picturilor vechi

## Sculpturi vechi
Secțiunea principală a colecției conține sculpturi din Evul Mediu și până în secolul al XVII-lea. Baza colecției o constituie colecția italiană a lui Karoly Pulszky și colecția de sculpturi din bronz a lui Istvan Ferenczy. De la acesta din urmă provine una dintre cele mai frumoase piese, o sculptură ecvestră mică realizată de Leonardo da Vinci. Câteva sculpturi din lemn pictate se află expuse în secțiunea germană și austriacă.

## Desene și gravuri
Colecția prezintă expoziții temporare de 10.000 de desene și 100.000 de gravuri care provin în principal dintre achizițiile lui Esterhazy, Istvan Delhaes și Pal Majovsky. Toate perioadele artei grafice europene sunt bine reprezentate. Printre piesele importante se află două studiuri de Leonardo da Vinci pentru Bătălia de la Anghiari', 15 desene de Rembrandt, 200 piese de Goya și acvatinte franceze.

## Arta de după 1800

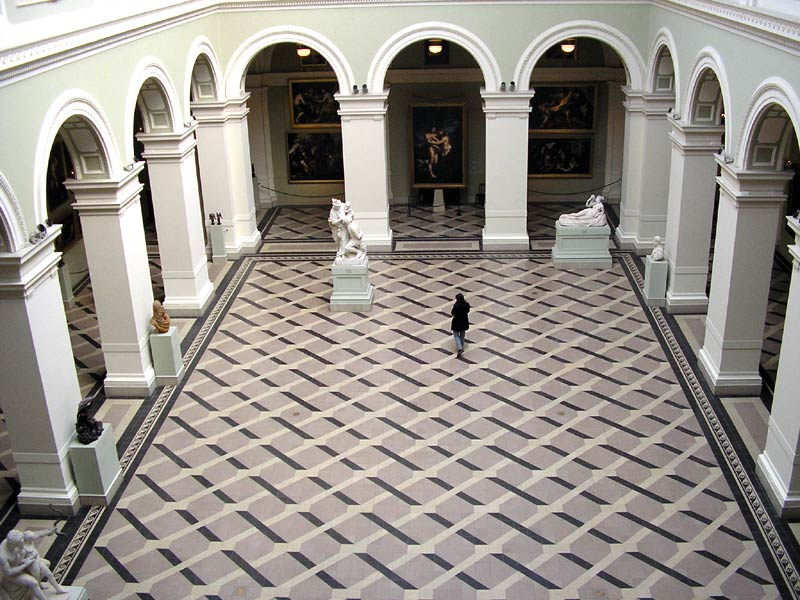
Una din sălile din muzeu

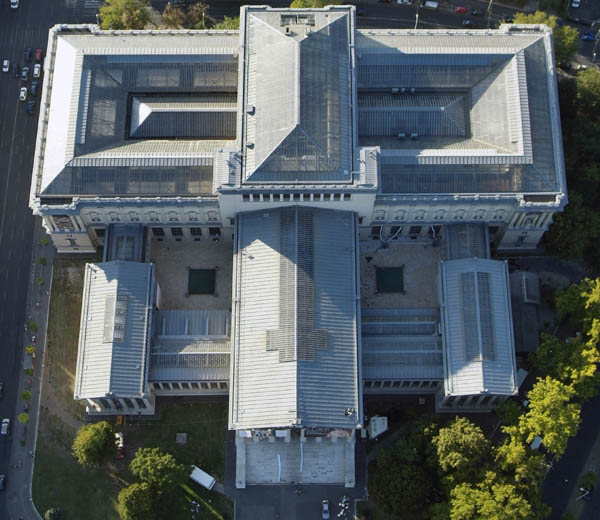
Fotografie aeriană

Colecția de artă din secolele al XIX-lea și al XX-lea este mai puțin semnificativă decât cea din alte secțiuni; este o colecție mult mai nouă. Cea mai mare parte a picturilor provine din perioada Biedermeier și din artă franceză. Sunt expuse lucrări ale pictorilor francezi din perioada romanticistă (Eugène Delacroix), școala de la Barbizon (Jean-Baptiste-Camille Corot, Gustave Courbet) și din curentul impresionist (Édouard Manet, Claude Monet, Camille Pissarro, Pierre-Auguste Renoir, Henri de Toulouse-Lautrec). Există o mare colecție de sculpturi de Auguste Rodin și Constantin Meunier.

## Muzeul Vasarely
Celebrul artist maghiar Victor Vasarely a donat muzeului un număr mare de lucrări proprii. Acestea sunt depozitate permanent în afara galeriei, în vila Zichy din Obuda. Aripa cu două etaje a clădirii este cunoscută sub numele de Muzeul Vasarely și este singurul de acest gen din Europa de Est.

## Directorii muzeului
- 1906-1914  Ernő Kammerer
- 1914-1935  Elek Petrovics
- 1935-1944  Dénes Csánky
- 1949-1952  Imre Oltványi
- 1952-1955  Ferenc Redő
- 1956-1964  Andor Pigler
- 1964-1984  Klára  Garas
- 1984-1989  Ferenc Merényi
- 1989-2004  Miklós  Mojzer
- 2004–      László Baán